# Idioma ucraniano antiguo
El Idioma ucraniano antiguo (ucraniano: Староукраї́нська мо́ва) es el idioma predecesor del ucraniano moderno que existió entre los siglos XIV y XVIII. En esa época el idioma se conocía como «руська мова» (idioma ruteno o idioma rus′). Surgió a partir del antiguo eslavo oriental. El idioma fue hablado en Lituania, Polonia, Moldavia y el Sich de Zaporozhia, fue utilizado como lenguaje literario en diplomacia, jurisprudencia, confesionario, ficción, literatura científica y hasta el siglo XVI en arte. Fue uno de los idiomas oficiales de las cancillerías de Lituania y Moldavia, donde luego fue reemplazado por polaco, latín y rumano. Se convirtió en la base para el desarrollo del idioma ucraniano y bielorruso. En el siglo XVIII, en Ucrania central, bajo la influencia del clero ortodoxo local, cayó en desuso, dando paso al idioma eslavo-ruteno (Слов'яноруська мова) y ruso. En la vida cotidiana fue reemplazado por el idioma ucraniano moderno. Fue hablado en Ucrania Occidental hasta principios del siglo XIX, después de lo cual se extinguió. A finales del XVIII las primeras obras literarias comenzaron a publicarse sobre la base de la cultura ucraniana. 

## Nombres
- Idioma ruteno (руский языкъ, руська(я) мова, en inglés: Ruthenian language, en alemán: Ruthenische Sprache, en francés: ruthène)
- Lituano: el nombre de esa época, como idioma oficial del Gran Ducado de Lituania.
- ucraniano coloquial (простая мова)
- Bielorruso antiguo: Nombre común en historiografía y lingüística bielorrusas.
- Ucraniano antiguo: un nombre común en historiografía y lingüística ucranianas.[1][2] Después de la aparición de la República Popular Ucraniana, comenzaron a usar el nombre "antiguo ucraniano".
- Idioma ruso-occidental (en ruso: западнорусский язык): un nombre común en la historiografía rusa y soviética para diferenciarlo del idioma ruso (ruso oriental). En historiografía y filología del siglo XIX se utilizó el nombre de "idioma escrito ruso-occidental" (en ruso: западнорусский письменный язык), que ahora se considera obsoleto.[3]

En la tradición bielorrusa, el término "idioma ucraniano antiguo" (en bielorruso: стараўкраінская мова Idioma ucraniano antiguo) se acepta únicamente en relación con la versión ucraniana del idioma ruso, que se conoce en Bielorrusia como "idioma bielorruso antiguo". Los eruditos bielorrusos señalan que el uso del término «ucraniano antiguo» en relación con el idioma estatal completo del Gran Ducado de Lituania es incorrecto, porque en su opinión, las peculiaridades de los textos oficiales de la GDL son principalmente inherentes al bielorruso moderno, y solo parcialmente al ucraniano. Según la tradición ucraniana, el bielorruso antiguo es la versión regional de la lengua rutena.

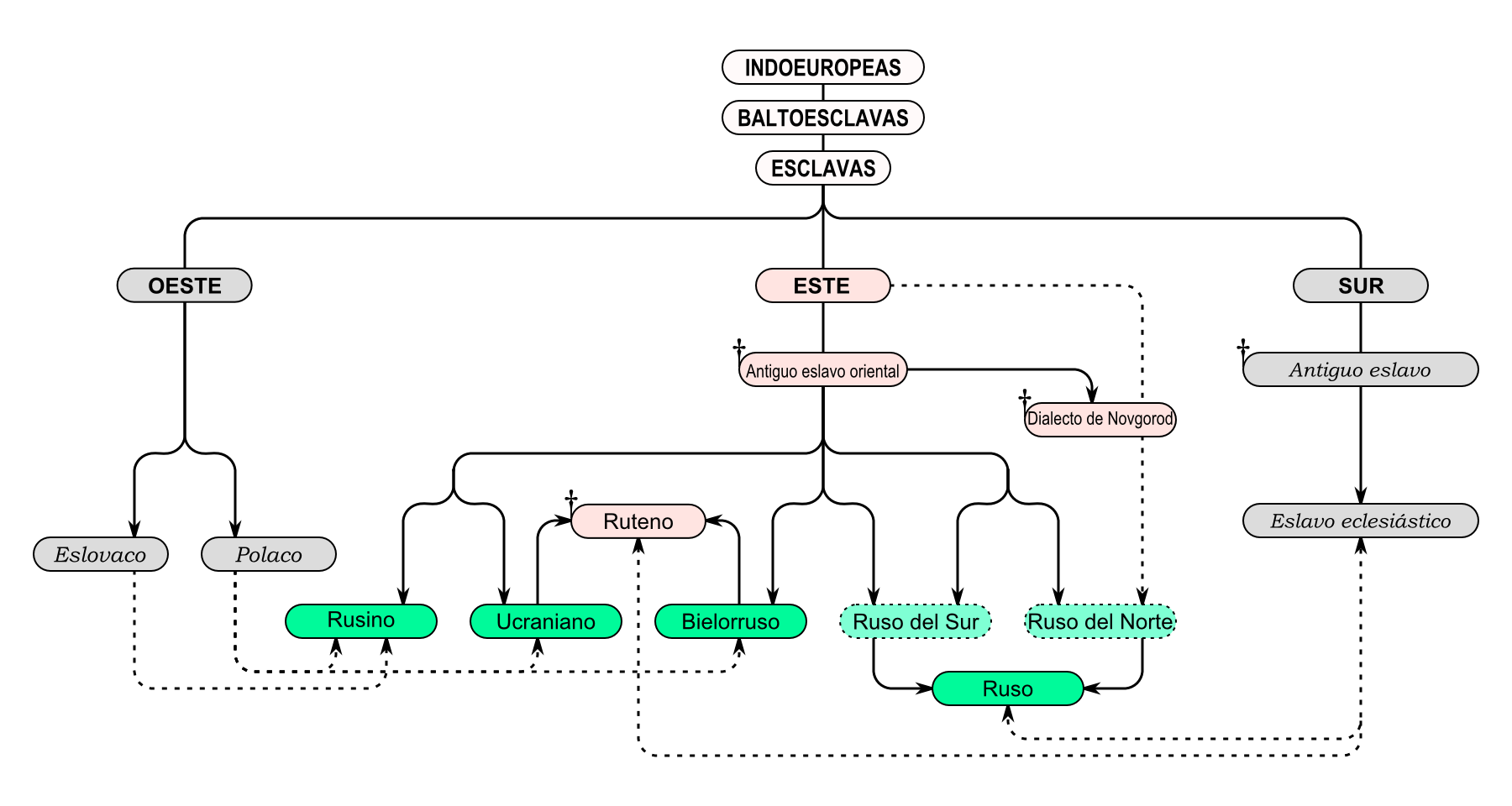
Árbol genealógico de las lenguas eslavas orientales